# Tortugues fins a baix de tot

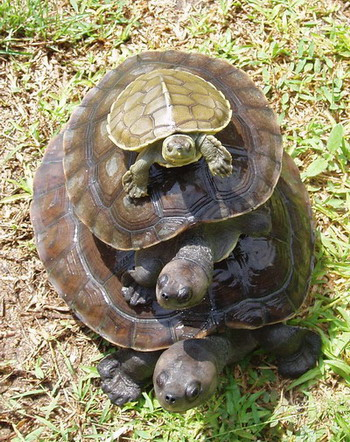
La frase fa referència a que el món està aguantat per un pilar de tortugues. A sota de cada tortuga hi ha una altra: hi ha "tortugues fins al fons".

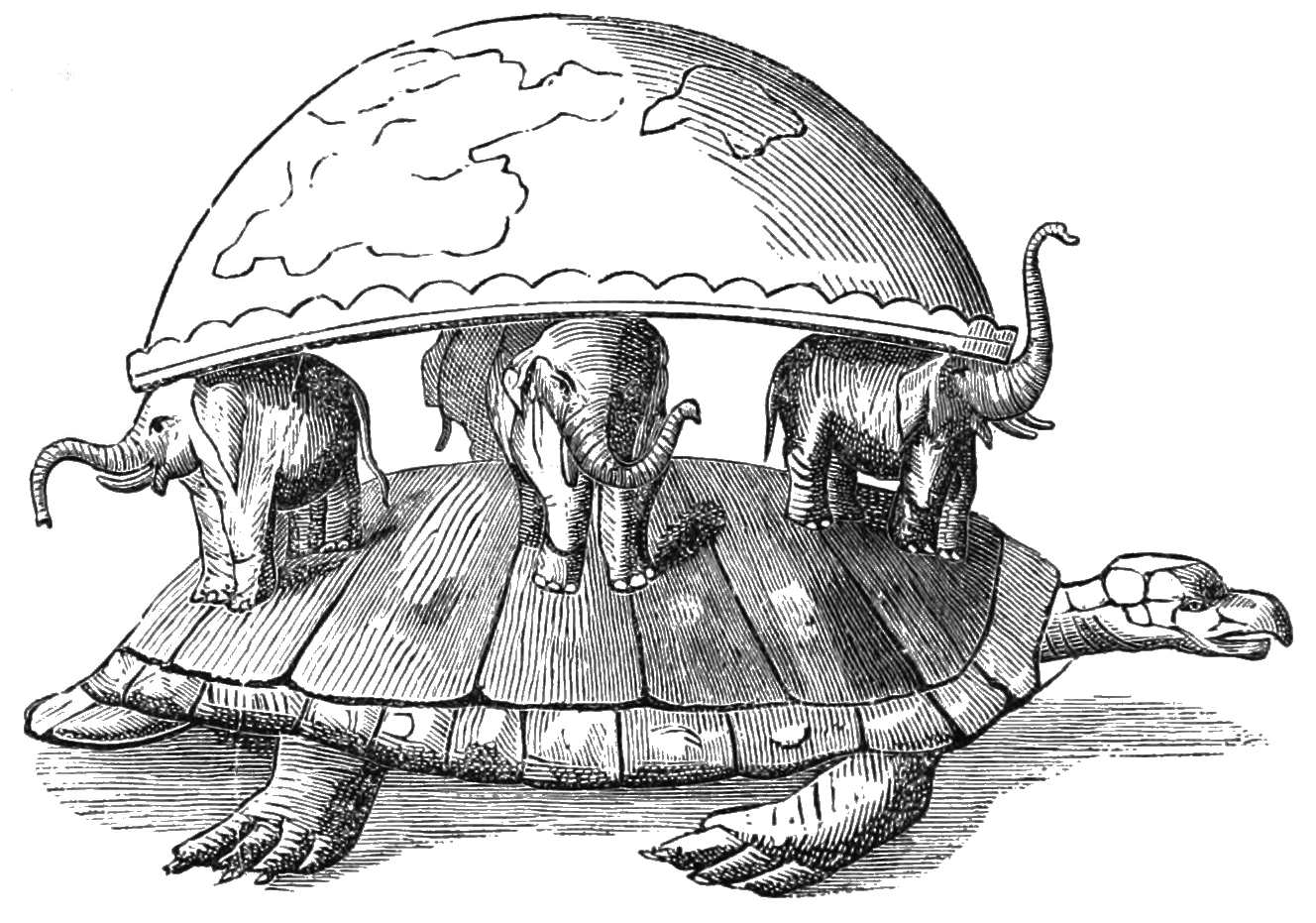
Quatre Elefants còsmics que descansen en una Tortuga còsmica

Tortugues fins a baix de tot és una expressió del problema de regressió infinita. La frase fa referència a la idea mitològica d'una tortuga còsmica sobre la que descansa la Terra plana. Suggereix que sota aquesta tortuga hi ha una altra tortuga, i així indefinidament.
L'origen exacte de la frase no és clar. La frase "roques fins a baix de tot" ("Rocks all the way down"), es pot trobar ja el 1838. També es troben referències als antecedents mitològics hindús de la frase, a la tortuga còsmica i a l'elefant còsmic, en autors dels segles XVII i XVIII.

## Al·lusions modernes i variacions
Podem trobar referències a "les tortugues fins a baix de tot" en diferents contextos moderns. Per exemple, Turtles All the Way Down és el nom d'una cançó per artista de país Sturgill Simpson que apareix en el seu 2014 àlbum Metamodern Sound in Country Music. Turtles All the Way Down és el títol de la novel·la del 2017 de John Green sobre una adolescent amb desordre obsessiu compulsiu.
Stephen Hawking fa referència a una xerrada de Bertrand Russell on sembla que es va dir aquesta frase al començament del seu 1988 llibre Una Història Breu de Temps. Un científic famós (hi ha qui diu que era Bertrand Russell) estava donant una xerrada sobre astronomia. Estava descrivint com la Terra orbita el Sol i com aquest, a la vegada, orbita al voltant del centre de la nostra galàxia. Al final de la xerrada, des del fons de la sala, una dona gran es va aixecar i va dir: "Tot això són bajanades. El món realment és pla i està recolzat sobre la closca d'una tortuga gegant". El científic, va somriure i li contestà ,"I on s'aguanta la tortuga?", "Ets molt espavilat, jovenet, molt llest", digué la dona, "però hi ha tortugues fins a baix de tot!".
A la novel·la gràfica Logicomix, Bertrand Russell utilitza aquesta frase en una conferència. Al món de Terry Pratchett, Discworld, el món és pla i viatja per l'espai sobre les esquenes de quatre elefants situat sobre la closca d'una tortuga gegant, la Gran A'tuin.